# Eucoptocnemis dapsilis
Eucoptocnemis dapsilis är en fjärilsart som beskrevs av Augustus Radcliffe Grote 1882. Eucoptocnemis dapsilis ingår i släktet Eucoptocnemis och familjen nattflyn. Inga underarter finns listade i Catalogue of Life.